# Параша (приток Левинки)
Пара́ша — река в России, протекает по территории Нижнего Новгорода. Устье реки находится в 3,1 км по левому берегу реки Левинка. До 1967 года устье реки находилось ниже по течению Левинки, в 1,5 км от современного устья. Длина реки составляет 8 км, площадь водосборного бассейна 16 км². Река Параша протекает в Сормовском и Московском районах города Нижний Новгород.
В 1967 было искусственно создано Сормовское озеро в Сормовском парке, путём обваловки и запруды реки Левинки и её притока Параши. Сейчас на месте нижнего течения реки Параши находится бульвар Юбилейный и улица Васенко. При этом в результате этих работ река Параша стала впадать в реку Левинку намного выше по течению.

## Происхождение названия
Патроним, по преданию, название происходит от имени разбойницы, которая орудовала в этих местах.

Другой вариант предлагает в своей книге «На Стрелке далёкой» краевед Альберт Орловский. Ссылаясь на сормовских старожилов, он рассказывает легенду: 
«У Марьи, жившей в стародавние времена на самом берегу Волги, были три красавицы-дочери — Даша, Варюша и Параша. Посватались к ним три удальца, три добрых молодца. Сыграли три свадьбы. Но счастье молодых длилось недолго. Напали на Русь чёрной тучей вороги. В злой сече пали все три молодца, остались сестры вдовами. Не выдержав горя, умерла от тоски Дашенька, бросилась в речку Парашенька, приняла отраву Варюшка. В память о них народ назвал одну деревушку Варей, другую — Дарьино, а речку, где утопилась третья сестра, — Парашей…».

## Данные водного реестра
По данным государственного водного реестра России относится к Верхневолжскому бассейновому округу, водохозяйственный участок реки — Волга от Горьковского гидроузла и до устья реки Ока, речной подбассейн реки — Волга ниже Рыбинского водохранилища до впадения Оки. Речной бассейн реки — (Верхняя) Волга до Куйбышевского водохранилища (без бассейна Оки).
Код объекта в государственном водном реестре — 08010300512110000017541.

## Обустройство прибрежной зоны
5 мая 2010 года, в преддверии 65-летия Победы в Великой Отечественной войне в прибрежной зоне реки Параши на улице Шимборского был открыт сквер имени Героя Советского Союза В. Г. Рязанова.